# Lanvallay
 Lanvallay (en bretó Lanvalae) és un municipi francès, situat a la regió de Bretanya, al departament de Costes del Nord. L'any 1999 tenia 3.199 habitants.

## Demografia
| 1962                                       | 1968  | 1975  | 1982  | 1990  | 1999  |
| ------------------------------------------ | ----- | ----- | ----- | ----- | ----- |
| 1.950                                      | 2.274 | 2.901 | 3.307 | 3.310 | 3.199 |
| Des de 1962: població sense dobles comptes |       |       |       |       |       |

## Administració
| Període | Identitat                 | Partit |
| ------- | ------------------------- | ------ |
| 2001-   | Jean-Yves Delarocheaulion |        |

## Agermanaments
- Wangenbourg-Engenthal, 1990